# 25-я бригада воздушной кавалерии
25-я бригада воздушной кавалерии имени князя Юзефа Понятовского (пол. 25 Brygada Kawalerii Powietrznej im. Księcia Józefa Poniatowskiego, сокращённо 25BKPow, номер воинской части 4391) — соединение тактического звена в составе аэромобильных войск Сухопутных войск Польши, образованное в 1999 году. Штаб находится в Томашуве-Мазовецком, Новы-Глиннике и Лежнице-Вельке.

## История бригады
С конца Второй мировой войны воинские части Войска Польского были расквартированы в Новы-Глиннике, под Томашувом-Мазовецким: именно там находилась штаб-квартира 7-го штурмового авиационного полка. Аэродром в городе появился в 1925 году и до Второй мировой войны использовался исключительно в гражданских целях.
В июне 1994 года начался процесс формирования 25-й дивизии воздушной кавалерии. 14 августа 1995 года новая дивизия официально стала преемником и хранителем традиций Мазовецкой кавалерийской бригады, а также получила имя князя Юзефа Понятовского. В последующие 5 лет в связи с подготовкой ко вступлению Польши в НАТО Министерство национальной обороны, проанализировав опыт британских и нидерландских подразделений, занималось преобразованием подразделения в меньшее по размеру тактическое формирование быстрого реагирования. Таким образом, в сентябре 1999 года 25-я дивизия воздушной кавалерии была преобразована в 25-ю бригаду воздушной кавалерии.
С момента своего образования бригада подчинялась Десантно-механизированному корпусу, с января 2002 года — 2-му механизированному корпусу, с апреля 2004 года — командованию Сухопутных войск Польши. С 1 января 2014 года подчиняется напрямую Главному командованию родов вооружённых сил Польши.
С 2000 года в рядах бригады служат женщины. Первой из них стала подпоручик Эвелина Осуховская-Рыбка (пол. Ewelina Osuchowska-Rybka). В 2004 году она была назначена на командную должность в 25-м батальоне управления в Томашуве-Мазовецком.
В/ч 4391 — единственное подразделение польских воздушно-десантных войск, имеющее на вооружении штатную авиацию.
10 апреля 2021 года солдаты 25-й бригады воздушной кавалерии присутствовали в составе почётного караула на похоронах музыканта Кшиштофа Кравчика.

### Международное сотрудничество
Бригада сотрудничает с подразделениями армий США и Канады, а бойцы бригады проходят обучение в США. В декабре 2018 года по случаю 100-летия установления дипломатических отношений США и Польши часть торжественно посетила американский посол Джоржетт Мосбахер.

## Аэродром
На территории воинской части находится военный аэродром Томашув-Мазовецки, открытый в 1925 году. Изначально аэродром обслуживал самолёты Президента Польши, который часто посещал резиденцию в Спале, и самолёты местных компаний (в то время в городе развивалась лёгкая и химическая промышленность). Во время войны аэродром был захвачен немцами и с лета 1940 года использовался люфтваффе как аэродром подскока (для заправки), но взлётно-посадочная полоса аэродрома использовалась намного чаще транспортными самолётами и самолётами-разведчиками, чем боевыми самолётами. На фоне массовой депортации поляков из окрестных деревень и строительстве авиационной инфраструктуры (например, ангары в Новы-Глиннике или мастерские по ремонту двигателей daimer на территории Томашувской фабрики искусственного шёлка) предполагалось расширение функциональности аэропорта. ВПП была взорвана в 1944 году, перед отступлением немцев. В 1970-е годы аэропортом пользовался первый секретарь Польской объединенной рабочей партии Эдвард Герек, который добирался таким образом до правительственной резиденции в Коневке. Модернизированный аэродром может принимать и обслуживать самолёты с турбореактивным двигателем.

## Участие в военных операциях
Бойцы бригады несли службу в заграничных командировках в Ираке, Чаде и Афганистане. В рядах дивизии служил будущий генерал брони Тадеуш Бук, заместитель командира Международной дивизии Центр-Юг в 2004—2005 годах в Ираке.

### Погибшие при исполнении обязанностей

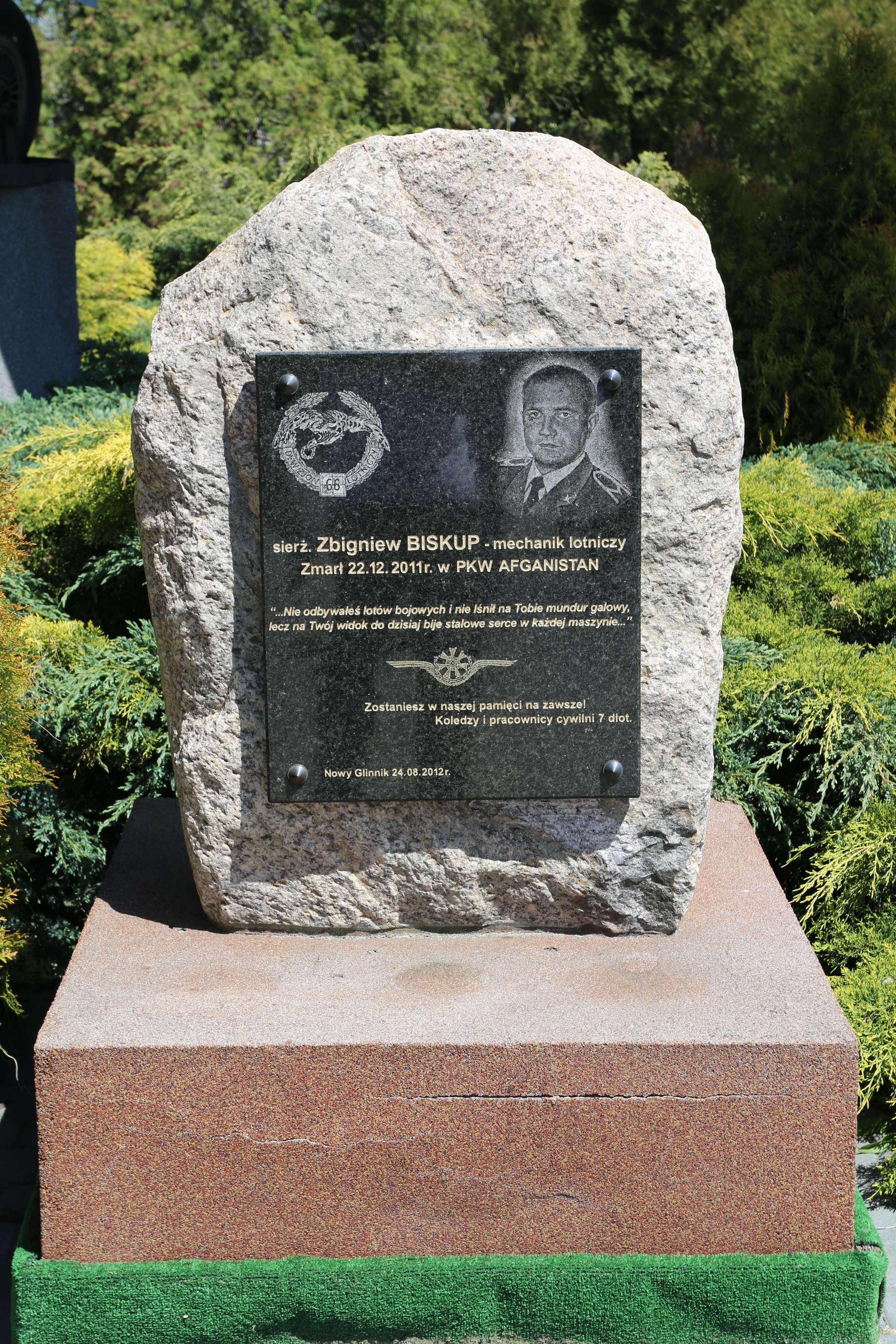
Могила Збигнева Бискупа

11 ноября 2018 года на главной базе польского контингента в Афганистане в городе Газни в рамках мероприятий по случаю 100-летия провозглашения независимости Польши был открыт памятник польским солдатам, погибшим в Афганистане. На памятной табличке были упомянуты 40 погибших солдат, 25 из которых — военнослужащие 25-й бригады воздушной кавалерии.
Среди погибших в Афганистане бойцов бригады известны:
- Капитан Даниэль Амброзиньский[пол.], самый старший по званию военнослужащий Сухопутных войск Польши из погибших в Афганистане. Убит снайпером 10 августа 2009 года в районе Аджристан[англ.], в северо-западной части провинции провинции Газни, оперативно подчинённой сухопутным войскам Польши[17].
- Взводный Милош Гурка. Погиб 12 июня 2010 года во время подрыва польского БТР Rosomak[англ.] на фугасе во время пути с базы Уорриор на базу Газни[18].
- Сержант Адам Шада-Божишковский. В 2007 году служил в Ираке, позже направлен в Афганистан. Погиб 14 октября 2010 года в результате разрыва миномётного снаряда во время патрулирования[19].
- Сержант Збигнев Бискуп. Служил в Отдельной десантно-штурмовой группе[пол.] польского контингента в Афганистане и погиб, будучи её бойцом. Участник четырёх командировок (ранее служил в составе V и X смен в Ираке, а также в составе VII смены в Афганистане)[20].
- Старший хорунжий Сильвестер Яник. Во время нападения афганцев на базу Газни получил тяжёлые ранения, отправлен на лечение на авиабазу Рамштайн, где умер пять дней спустя, 2 сентября 2013 года[21][22].

## Организационная структура бригады
Бригада насчитывает 3500 солдат.

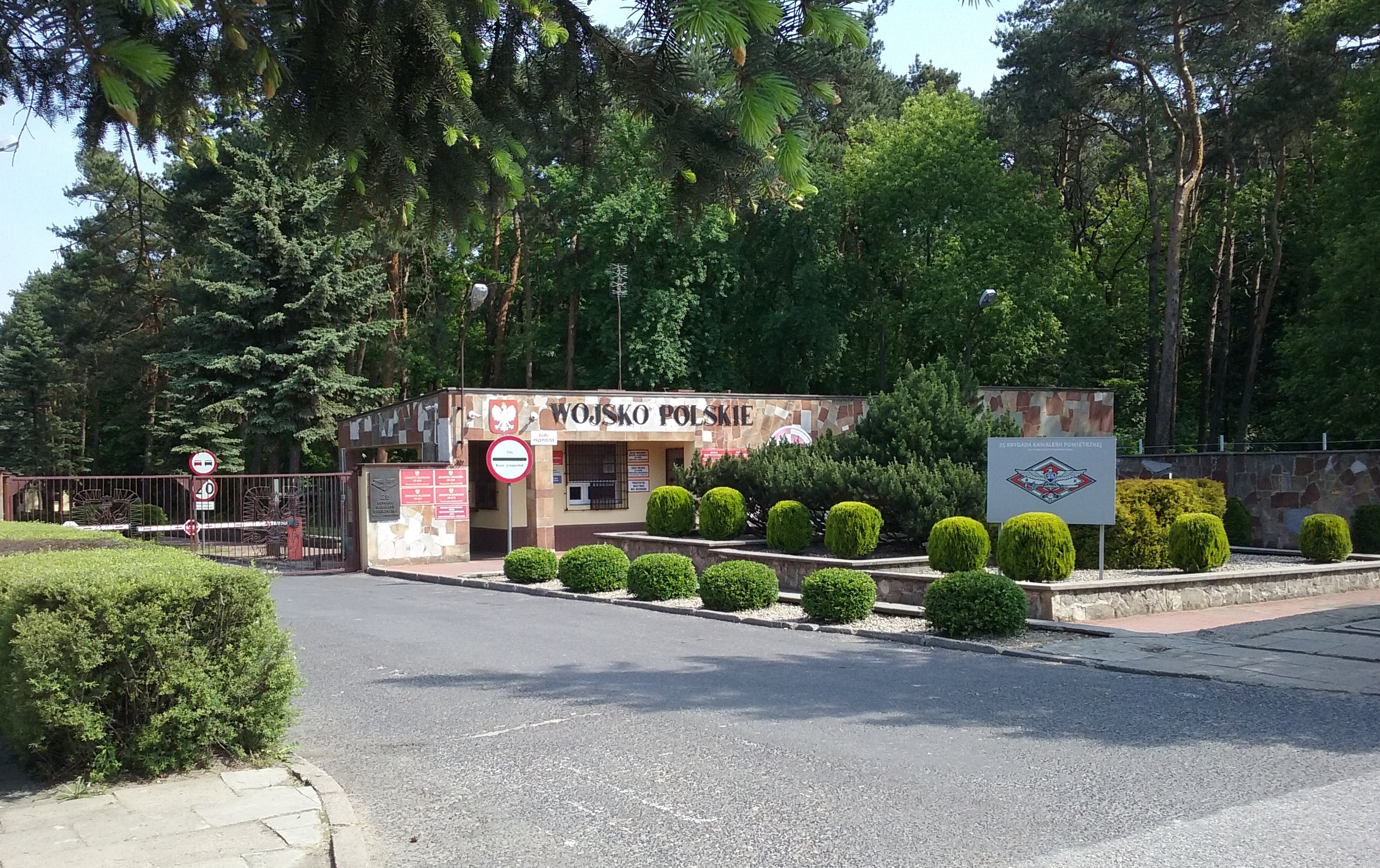
Контрольно-пропускной пункт в/ч 4391 в Томашуве-Мазовецком

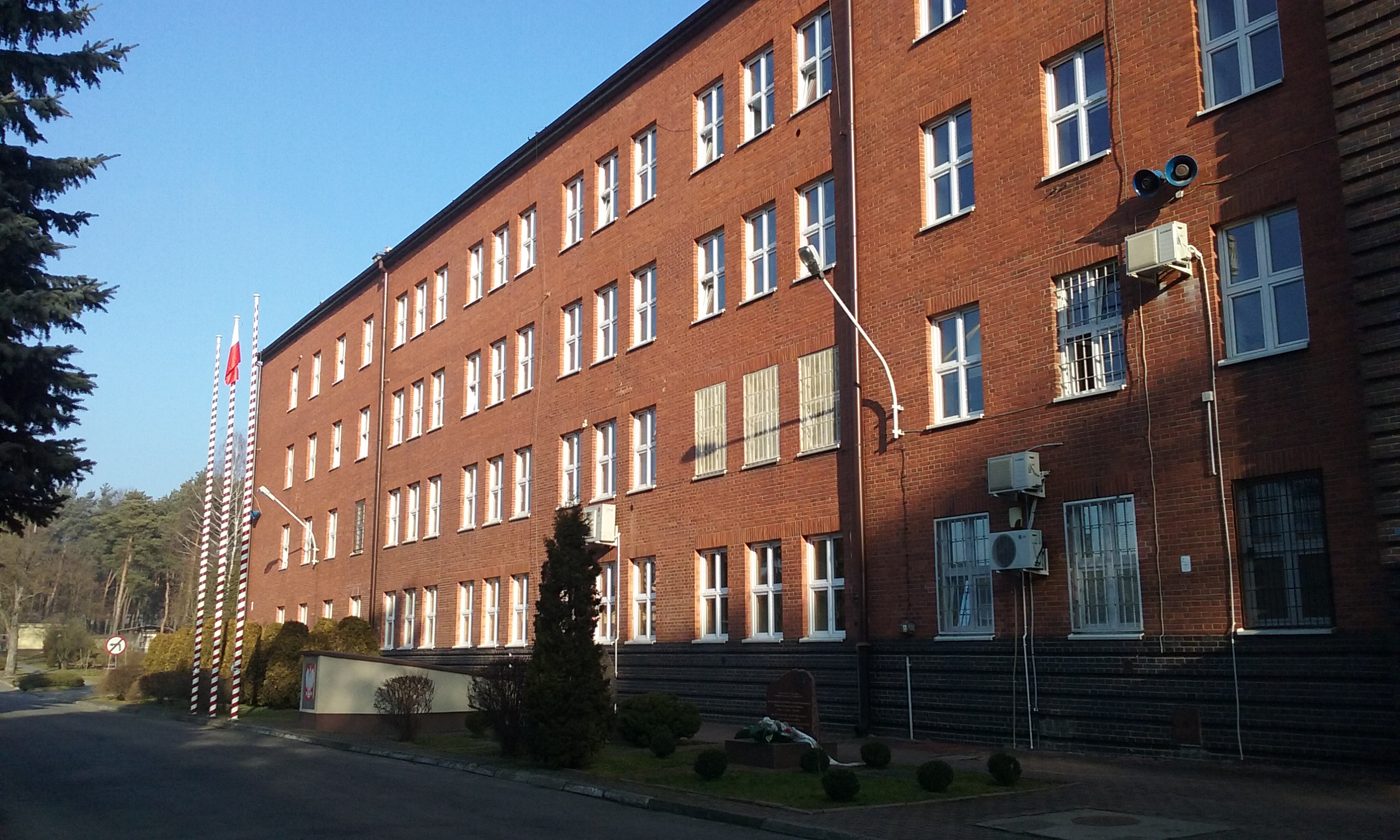
Здание штаба 25-й бригады в Томашуве-Мазовецком

- Командование бригады — Томашув-Мазовецки
  - 1-й батальон — Лежница-Велька
  - 7-й батальон — Томашув-Мазовецки
  - 1-й воздушный дивизион — Лежница-Велька
  - 7-й воздушный дивизион — Новы-Глинник
  - 25-й батальон управления — Томашув-Мазовецки
  - 25-й батальон обеспечения[пол.]
    - 25-я рота снабжения — Новы-Глинник
    - 25-я ремонтная рота — Новы-Глинник

  - 25-я группа медицинского обеспечения — Томашув-Мазовецки
  - Воздушный медицинский эвакуационный отряд — Новы-Глинник[24].

## Вооружение и техника
На вооружении бригады находятся следующие образцы оружия:
- автомат wz. 96 Beryl
- пулемёт ПКМ
- снайперская винтовка Sako TRG M10 (под патроны 7,62 × 51 мм НАТО и .338 Lapua Magnum)
- снайперская винтовка Tor
- противотанковый гранатомёт РПГ-7В и ПТРК Spike
- ПЗРК Grom
- 60-мм миномёт LRM vz. 99 ANTOS[чеш.][25]
- зенитная артустановка ЗУР-23-2-С
- вертолёты W-3 Sokół, Ми-8Т и Ми-17

В составе бригады присутствует в/ч 4392, в состав которой, в свою очередь, входит Центр обучения аэромобильно-парашютной томашевской кавалерии (пол. Ośrodek Szkolenia Aeromobilno-Spadochronowego tomaszowskiej kawalerii). На этом объекте расположена аэродинамическая труба. В 2019 году офицеры этого центра выиграли 38-й международный конкурс европейских парашютных школ.

### Приобретение вертолётов
В июле 2022 года было принято решение об оснащении 25-й бригады воздушной кавалерии 32 вертолётами Leonardo AW149, которые должны были прийти на замену W-3 Sokół. 25 мая 2023 года во время конференции Defence24 Day бригадный генерал Иренеуш Новак, инспектор ВВС Польши, сообщил о закупке 22 вертолётов Leonardo AW101 для нужд бригады. 30 октября 2023 года первые два экземпляра вертолётов AW149 были переданы солдатам бригады. Томашевская бригада находится на хозяйственном обеспечении у 31-го военно-хозяйственного отдела (пол. 31 Wojskowy Oddział Gospodarczy) в Згеже.

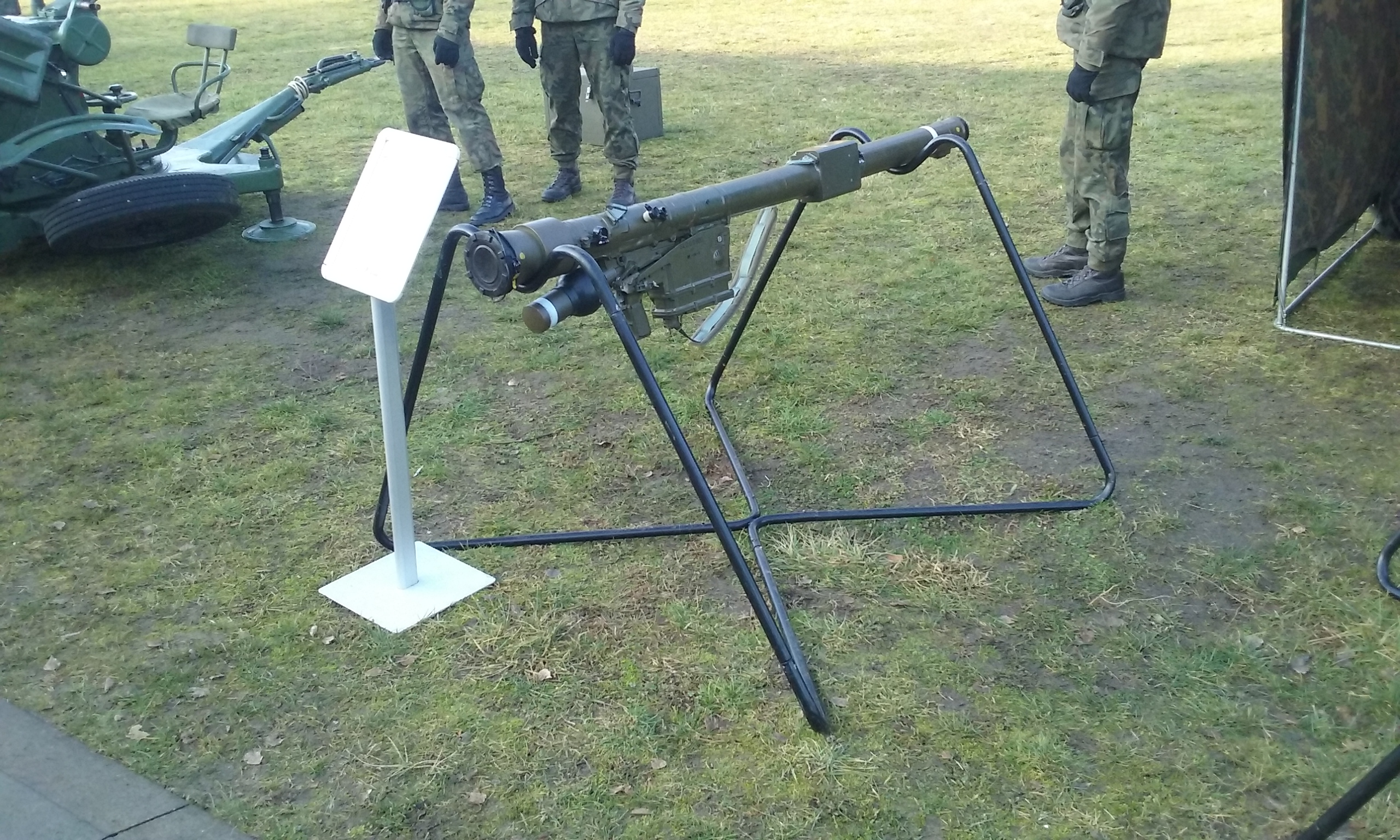
ПЗРК Grom
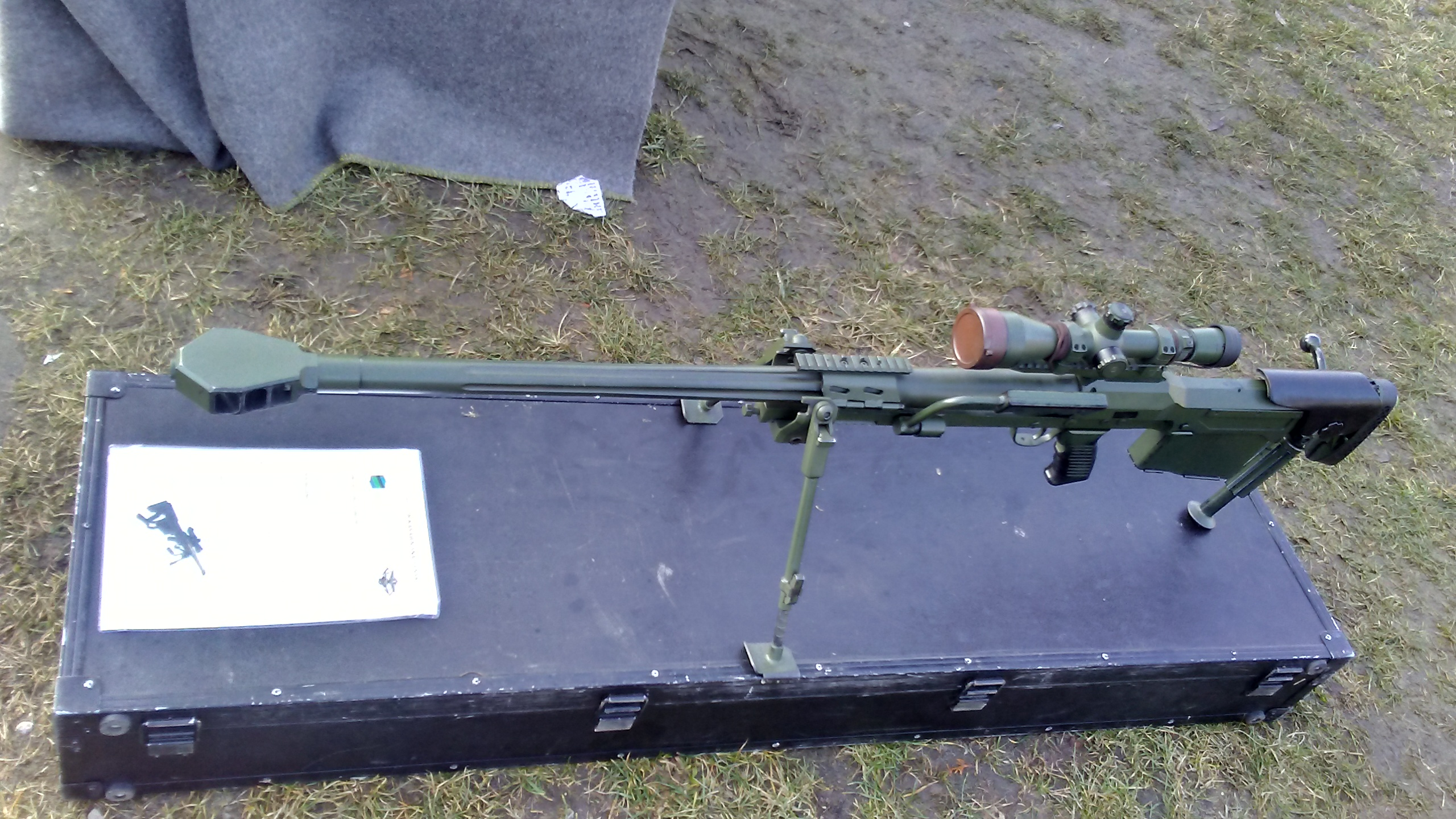
Снайперская винтовка Tor
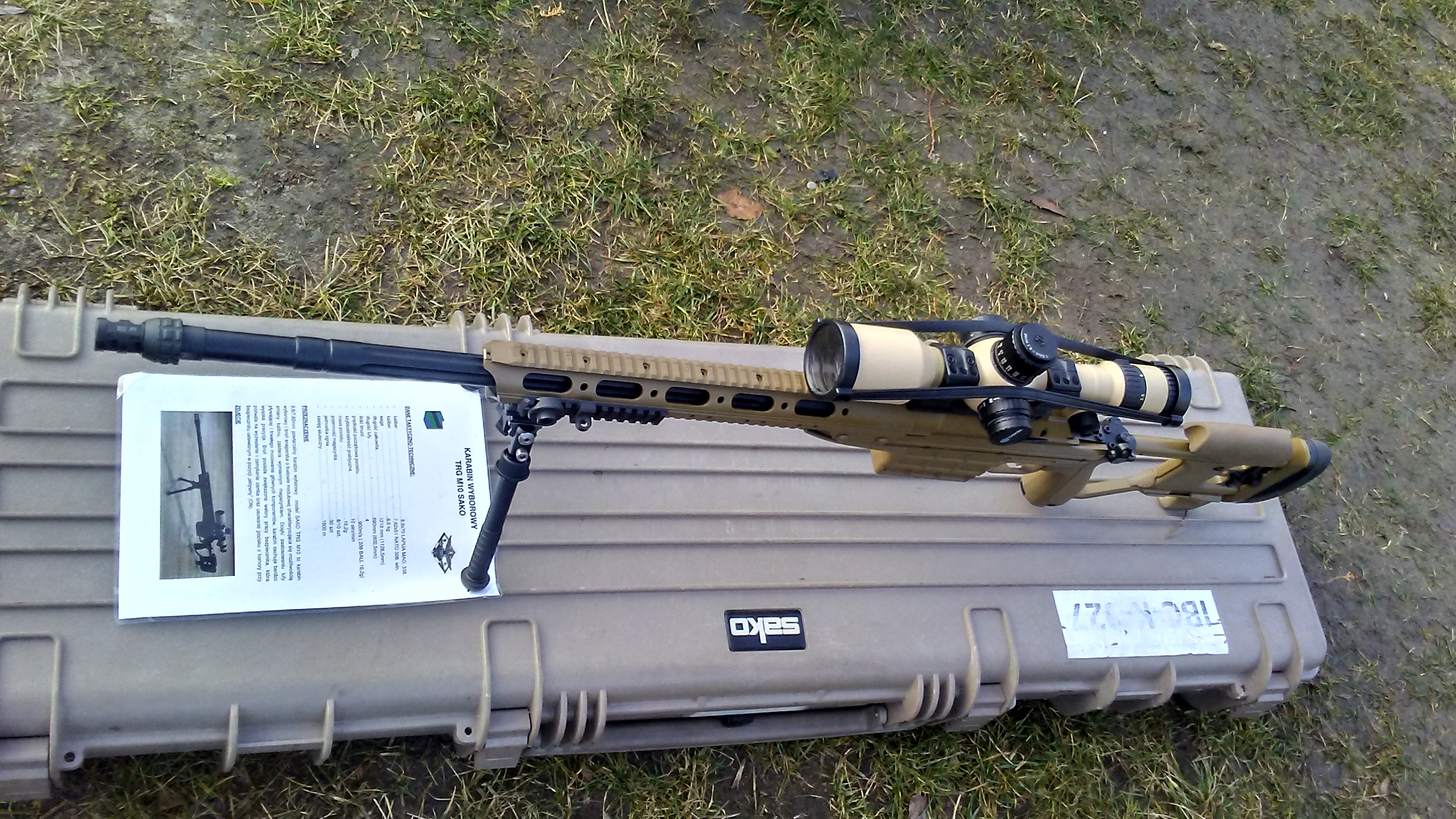
Снайперская винтовка Sako TRG M10
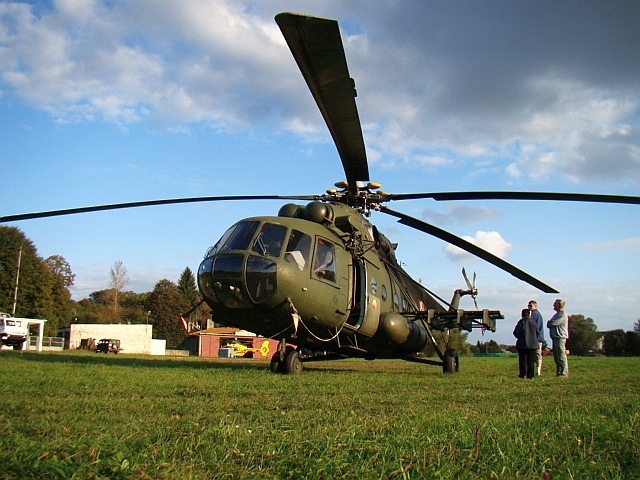
Вертолёт Ми-17
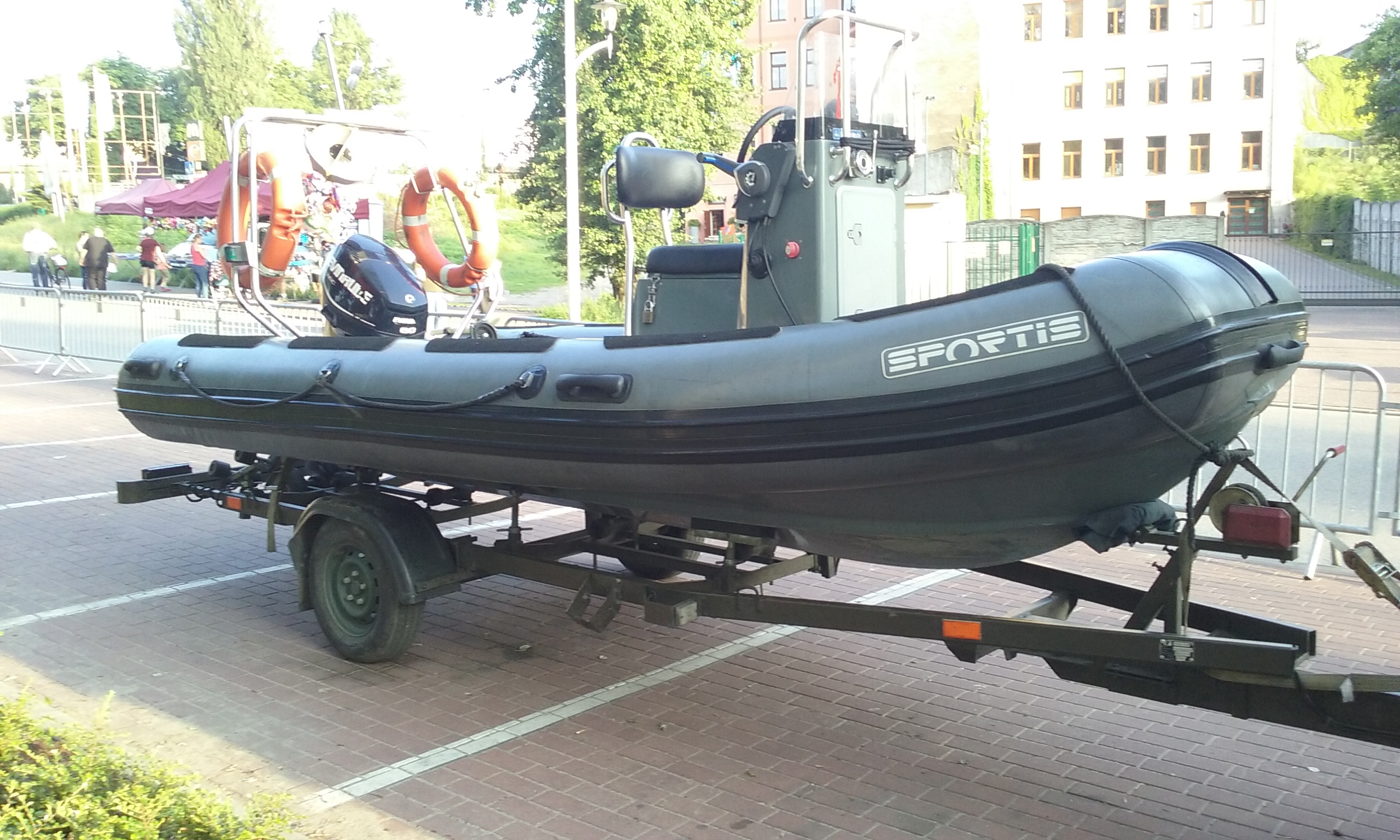
Надувная лодка Sportis

## Командиры
- 1998—2000: генерал бригады Ян Кемпара[пол.]
- 2000—2004: генерал бригады Эдвард Грушка[пол.]
- 2004—2005: генерал бригады Влодзимеж Потасиньский
- 2005—2008: генерал бригады Иренеуш Баратняк[пол.]
- 2008—2010: генерал бригады Дариуш Вроньский[пол.]
- 2010—2014: генерал бригады Марек Соколовский[пол.]
- 2014: полковник Адам Греля (временно исполняющий обязанности)
- 2014—2017: генерал бригады Станислав Качиньский[пол.]
- 2017—2020: генерал бригады Адам Марчак[пол.][32]
- 2020—2021: полковник Пётр Голос (временно исполняющий обязанности)[32]
- 2021—2023: генерал бригады, доктор, инженер Мариуш Павлюк[пол.][33][34][35][36][37]
- 2023—н.в.: полковник Томаш Бялас

## Награды
В 2012 году в соответствии с постановлением Комитета по вопросам ветеранов и репрессированных лиц 25-я бригада воздушной кавалерии была награждена медалью Pro Patria. 15 июня, в памятный день бригады, состоялась церемония украшения штандарта.

## Галерея

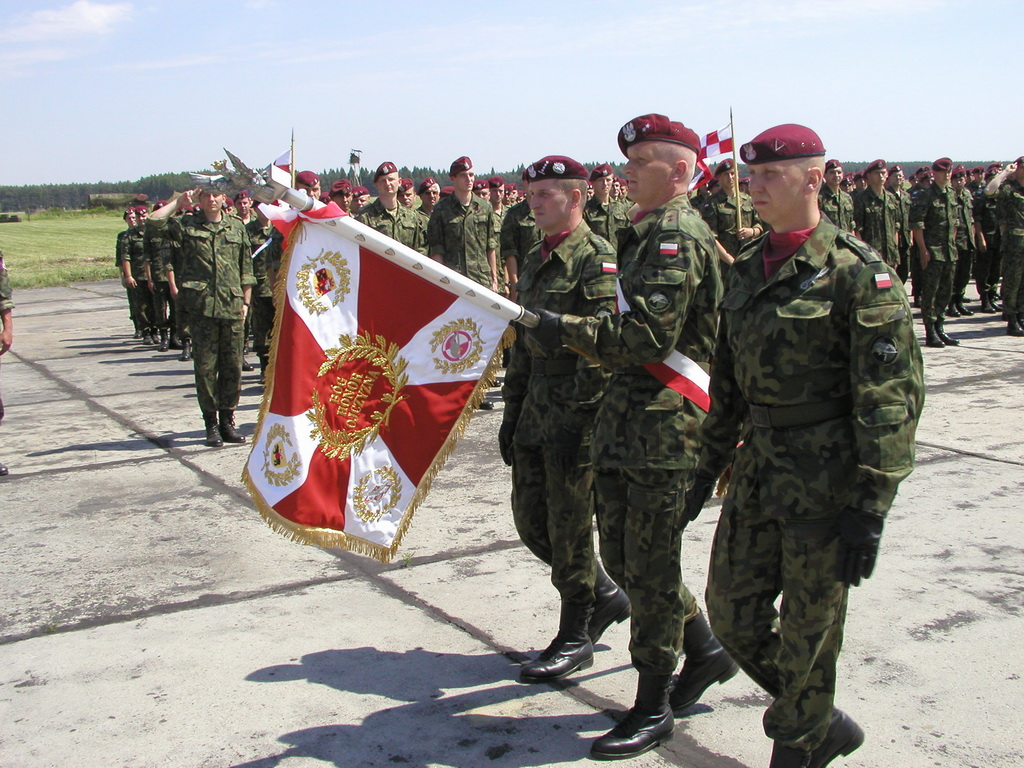
Бойцы 25-й бригады со знаменем, 2005 год
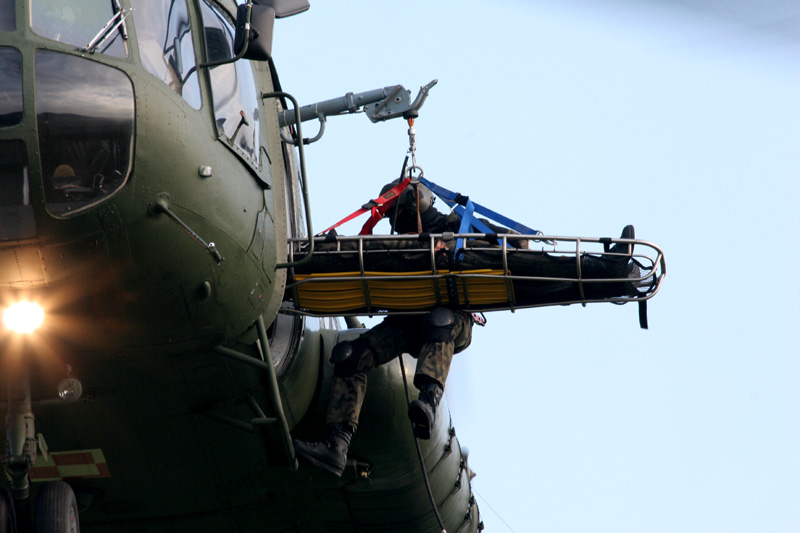
Учения Dragon 07
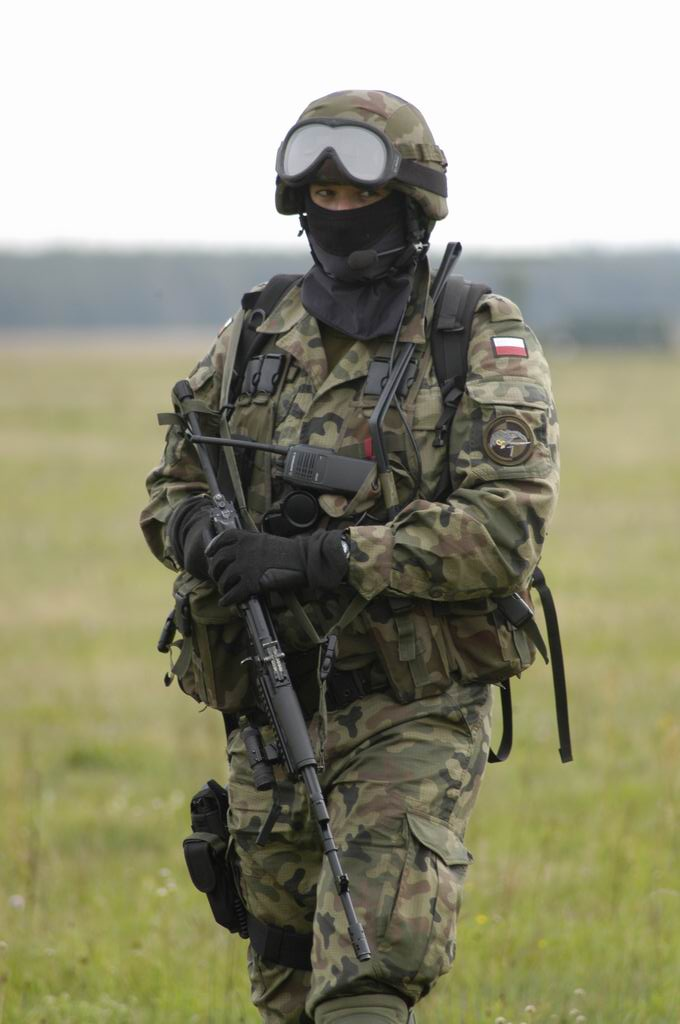
Боец бригады с автоматом wz. 1996 Beryl
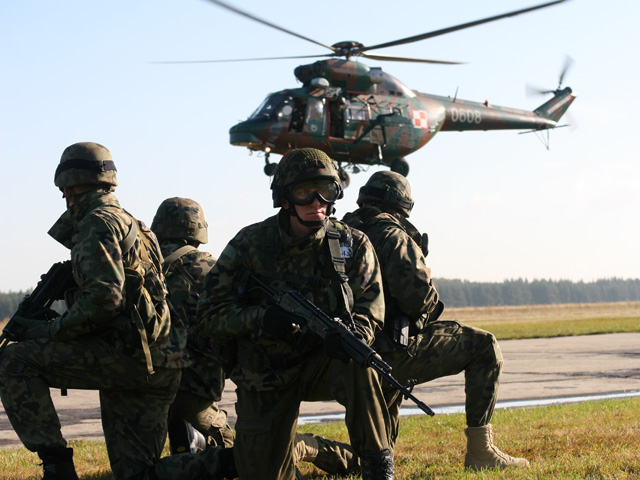
Курс тактики и выносливости Patrol 2009 года. Бойцы бригады на фоне вертолёта
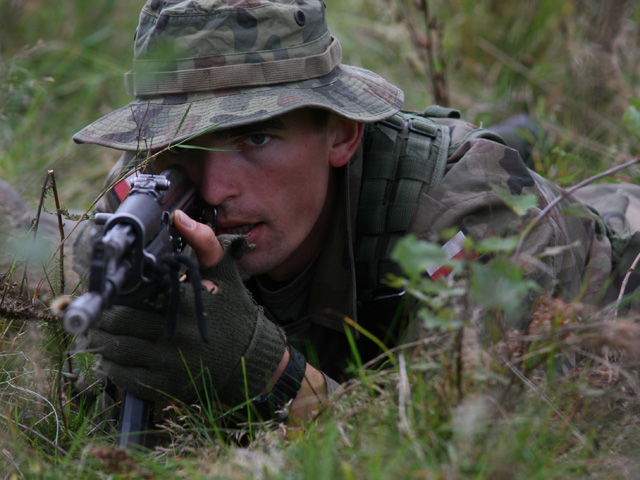
Курс тактики и выносливости Patrol 2009 года. Военнослужащий бригады на учениях в лесных условиях
- Солдаты 25-й бригады собираются на центральной площади Томашува-Мазовецкого перед началом торжественных мероприятий (июнь 2019 года)